# Saharet

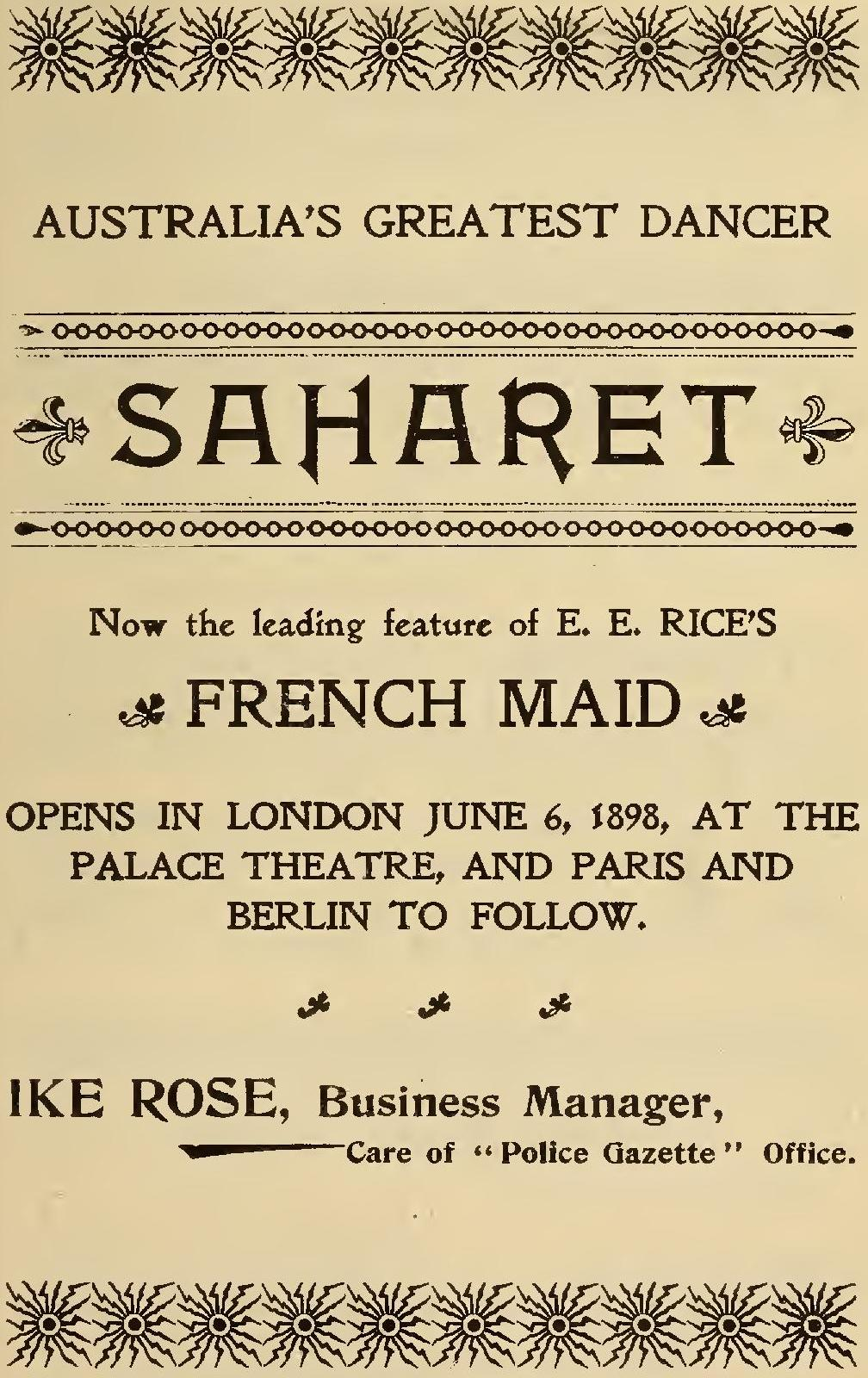
anuncio de 1898, del Police Gazette Sporting Annual publicado en Estados Unidos.

Paulina Clarissa Molony (23 de marzo de 1878 – 24 de julio de 1964), conocida profesionalmente como Saharet, fue una bailarina australiana que actuó en locales de vodevil y en producciones de Broadway, tanto en Estados Unidos como en Europa, con lo que alcanzó gran fama y notoriedad.

## Primeros años
Saharet nació como Paulina Clarissa Molony el 23 de marzo de 1878 en Richmond, un suburbio de Melbourne, Australia, hija del sastre de origen irlandés Benjamin Robert Molony y de Elizabeth Foon (nacida en 1858), una mujer de ascendencia china de Ballarat. Paulina tenía una hermanastra, Amelia Caroline Fook, fruto del primer matrimonio de su madre con James Ah Moy Fook, y dos hermanas biológicas, Martha Lily (nacida en 1879) y Julia Millicent (nacida en 1881). Según sus propias declaraciones, nació en Melbourne el 24 de marzo de 1879. Durante su carrera, su nombre de nacimiento fue Clarice Campbell. También se afirmaba que había nacido en Ballarat, el lugar de nacimiento de su madre, y que había actuado en Australia cuando era menor. Se desconoce dónde aprendió a bailar o cómo llegó a Estados Unidos, pero en mayo de 1891, a la edad de 13 años, se unió a los "Liliputians", una compañía que actuaba en el Baldwin Theater de San Francisco como "Clarice Campbell".

## Artista

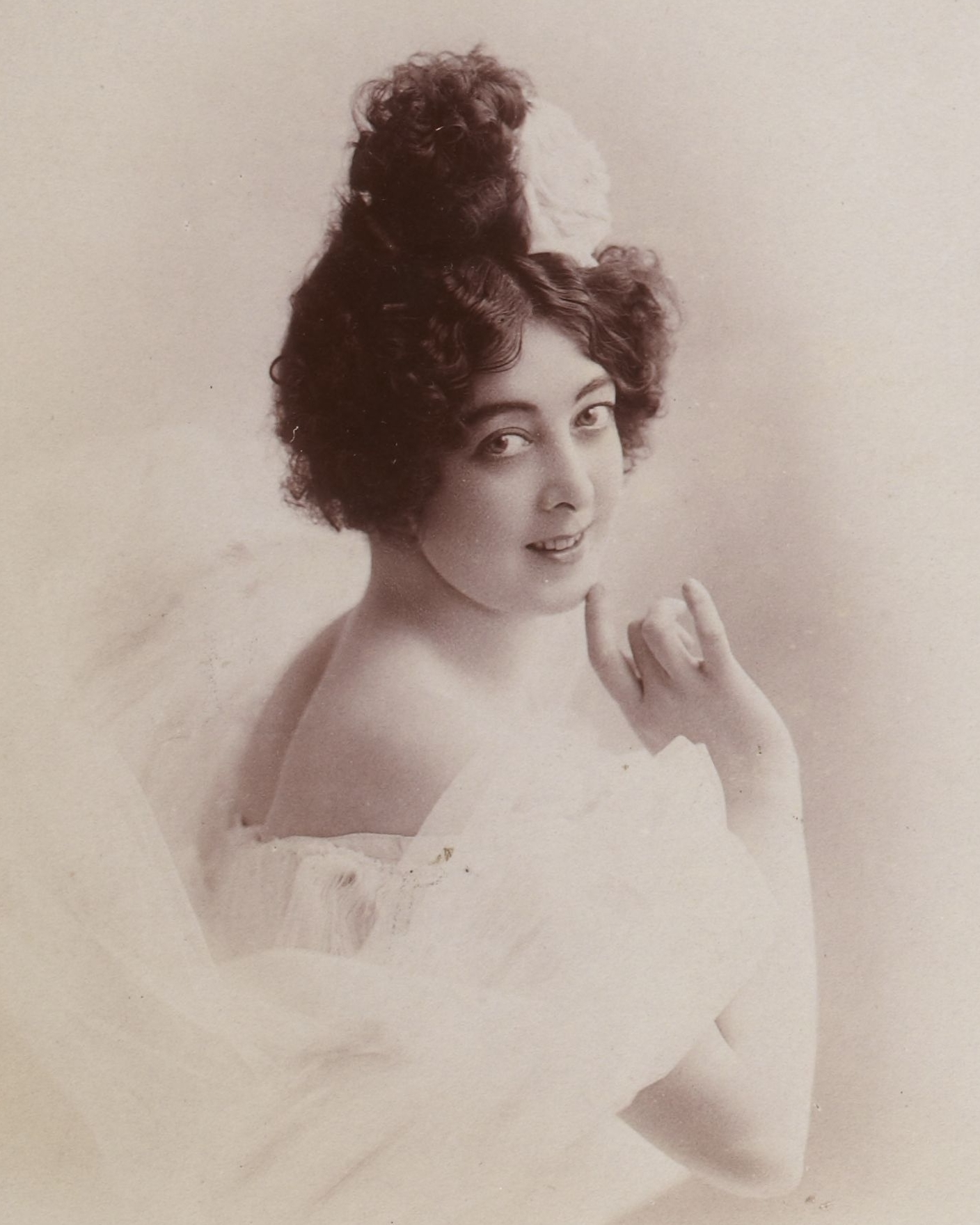
Saharet

En 1894 adoptó el nombre artístico de Saharet y realizó una gira por Estados Unidos con la compañía de vodevil "Spider and Fly" de Michael B. Leavitt, mientras que en 1895 se asoció con la compañía de vodevil "Night Owls". A la edad de 18 años, en mayo de 1896, se casó con Isaac Rosenstamm, un empresario neoyorquino de origen alemán, más tarde conocido como Ike Rose. Su hija Caroline Madelon (Carrie) nació en noviembre de 1896 en Nueva York. Rose dirigió su carrera, incluso durante cinco años, después de que la pareja se distanciara hacia 1906. Tras el nacimiento de su hija, actuó en el Koster & Bial's Music Hall, calle 34, Manhattan, Herald Square, ciudad de Nueva York, junto a un troupe de bailarinas de torbellino, y Adele Purvis-Onri. Según Leann Richards, lo más destacado de su breve actuación fue hacer los splits. Su audacia en el escenario, combinada con un elemento atrevido, encantó al público y le granjeó una fama considerable. En un espectáculo titulado Gayest Manhattan, Saharet bailó admirablemente una cuadrilla francesa.
En 1897, actuó en el Palace Theatre de Londres, momento en que los periódicos australianos se hicieron eco por primera vez de sus raíces australianas. De regreso a Nueva York, el productor teatral E. E. Rice, obtuvo sus servicios para The French Maid, y un crítico describió a Saharet como una "dama de goma de la India" en su interpretación de una "danza de dislocación". En septiembre de 1897 bailó en el Olympia Roof Garden. The French Maid fue presentada en octubre por el Herald Square Theatre, un teatro que también acogió en noviembre una trigésima gala benéfica anual para ayudar al fondo de caridad de la New York Lodge #1 de la Benevolent and Protective Order of Elks. Saharet se ofreció como voluntaria, al igual que Anna Held y Ross y Fenton, entre otros. Ayudó a recaudar fondos para la madre y la viuda de William Hoey en el Herald Square en diciembre.
La gira de Saharet por Europa en 1898 la consagró como estrella, ya que, aunque Rose exigía un salario elevado o concertaba un acuerdo a porcentaje, una serie de trucos publicitarios también atraían a multitudes a verla. "Para cuando Ike Rose terminó de comercializar sus encantos, ya era una de las bellezas clásicas de Europa."
Saharet realizó una gira con Held como actuación especial durante la temporada de 1902. En abril de 1903 bailó en el Circle Theatre de Broadway, antes de partir en otra gira por Europa.
En marzo de 1909 fue la estrella de un espectáculo en el American Music Hall, West, Manhattan, y la llamaron para que volviera con varios teloneros.
En el apogeo de su fama, entre 1905 y 1914, apareció en varias películas alemanas.

## Modelo de artistas
El artista Franz von Stuck (1863-1928) pintó a Saharet en un cuadro que se conserva en el Landesmuseum de Oldemburgo, Alemania. En el retrato tiene los ojos azul claro y el pelo castaño. Viste chaqueta carmesí, falda blanca y zapatillas rojas. Lleva una rosa roja en el pelo y su vestido abunda en encajes y bordados. Saharet lleva una serie de largos collares con colgantes. Otra pintura fue realizada por Franz von Lenbach

## Matrimonios
Tras divorciarse de Ike Rose, Saharet se casó en 1913 con Fritz von Frantzius, banquero, agente de bolsa y crítico de arte. A los pocos días, dejó a su nuevo esposo por su compañero de baile Jose Florido, y se divorciaron seis meses después. En junio de 1917, se casó con otro agente teatral, el alemán Maxim Phidias Lowe. En enero de 1919 y octubre de 1920, solicitó un pasaporte estadounidense como residente de Brooklyn y esposa de un ciudadano naturalizado para acompañar a su marido en sus viajes a Europa. En 1919 seguía declarando que su ocupación era "artista de variedades", pero en 1920 declaró "ama de casa". La pareja se divorció en 1930, pero ella conservó el nombre de Clarice Saharet Lowe hasta su muerte en 1964 en Battle Creek, Michigan. Para entonces ya no tenía familia, salvo un hermanastro en Nueva York, ya que su hija Carrie se había suicidado tras un desastroso accidente de coche en 1950.

## Filmografía
- 1897: Saharet
- 1905: Saharet, Boléro
- 1912: Des Lebens Würfelspiel
- 1912: In a Golden Cage
- 1912: Hexenfeuer
- 1913: Mimosa-san
- 1914: On the Altar of Patriotism